# Paolo Savelli, I principe di Albano
Paolo Savelli, I principe di Albano (Roma, 1571 – Roma, 21 luglio 1632), è stato un principe italiano.

## Biografia
Nato a Roma nel 1571, Paolo era figlio di Bernardino Savelli, I duca di Castelgandolfo e di sua moglie, Lucrezia dell'Anguillara. Per parte di suo padre era imparentato coi papi Onorio III ed Onorio IV.
Alla morte di suo padre nel 1590, il piccolo Paolo aveva appena quattro anni e pertanto il titolo di duca di Castelgandolfo da poco acquisito dalla sua famiglia sull'antico feudo passò a suo zio, Giovanni, il quale lo mantenne sino a 1604 quando venne costretto a venderlo.
Paolo intanto decise di intraprendere la carriera delle armi in cui tanti suoi antenati erano stati particolarmente versati, aiutato in questo dalla figura del fratello Federico, già feldmaresciallo imperiale. Si distinse particolarmente sia al servizio dell'imperatore sia a quello dei pontefici romani, emergendo in particolare nei fatti d'arme nella provincia della Romagna.
Nel 1607, per il valore dimostrato, papa Paolo V investì del titolo di principato la città di Albano che era feudo dei Savelli e pertanto Paolo venne dichiarato primo principe. Dal 1608 iniziò la costruzione di Palazzo Savelli ad Ariccia, il nucleo di quello che divenne in seguito Palazzo Chigi nella medesima cittadina.
Stimato da papa Clemente VIII, prese parte alle guerre in Germania ed in Ungheria, guadagnandosi oltremodo la stima dell'imperatore Ferdinando II del Sacro Romano Impero al punto che quest'ultimo, nel 1620 lo nominò proprio legato presso il pontefice. Nel 1625 riceverà il prestigioso Ordine del Toson d'oro.
Morì a Roma nel 1632 ed il funerale venne celebrato in Campidoglio. In suo onore il poeta Pompeo Tomassini scrisse un Trionfo funebre.

## Lo "Statuto di Albano"
Nel 1607, quando venne proclamato principe di Albano, Paolo Savelli firmò un importante documento per la storia della città, noto come "Statuto di Albano", un codice oggi conservato presso l'Archivio di Stato di Roma, redatto ed autenticato dal notaio Tiburzio Baccari di Velletri, uditore del legato generale dell'Umbria e uditore generale del duca di Parma e Piacenza, il quale riporta un primo esempio di contratto tra signore feudale e sudditi in età moderna. Il testo, redatto in latino, contiene al proprio interno numerosi riferimenti al diritto romano (lex Cornelia), al diritto ecclesiastico (costituzioni dei pontefici, statuti della città di Roma, costituzioni della Marca Anconitana, ecc.), al diritto feudale (focatico), agli ordinamenti comunali ed al diritto consuetudinario. Secondo questo documento, Paolo ed i suoi diritti avevano il privilegium (o permissio) di legiferare (ius statuendi) loro concesso direttamente dalla popolazione locale, oltre a riservarsi il diritto di concedere incarichi a pubblici ufficiali della città, i quali non potevano rifiutarsi di occupare tali posti pena il pagamento di una corrispondente somma di denaro. La carica più importante era sicuramente quella di luogotenente, il quale veniva scelto dal principe ed aveva la funzione di giudice nelle cause civili e criminali del feudo in nome dei principi Savelli. Questi era affiancato da 4 "massari", uomini di fiducia del principe derivati dal consiglio della città di Albano e residenti in essa da almeno 20 anni; questi avevano anche il compito di riscuotere le tasse della città per conto dei principi.
Un particolare capitolo dello "statuto" è fortemente dettagliato sui reati legati ai danni provocati all'agricoltura il che rivela che la città di Albano, ancora all'inizio del Seicento, si presentava fortemente legata a tale attività, come pure erano legate all'agricoltura le fortune dei Savelli. Per ogni pianta di vite tagliata senza il permesso del proprietario, le multe salivano a 100 scudi la pianta, mentre i del bosco (come ghiande o castagne) appartenevano di diritto al feudatario ed era pertanto vietato raccoglierli. Il fieno poteva essere riposto all'interno della città e delle abitazioni solo da novembre ad aprile, e la quarta parte di ogni raccolto o produzione spettava al signore per diritto statutario. Gli animali non potevano entrare in città e si doveva evitare di sporcare le vie con i residui della lavorazione del lino e della canapa che pure era fiorente in loco. Ogni sabato ciascun abitante doveva pulire la strada fuori dalla propria abitazione e le immondizie venivano gettate solo in luoghi stabiliti che avevano funzioni di discarica pubblica.
Era possibile utilizzare le armi per difesa solo al di fuori delle mura della città, ma era comunque vietato categoricamente l'uso di armi proibite come ad esempio l'archibugio lungo. Tra le tasse spettanti al signore si ricorda ancora quella medievale del focatico, ovvero una tassa dovuta al feudatario da parte di ogni gruppo famigliare, conteggiato appunto "per focolare" (da cui il nome).

## Matrimonio e figli
Paolo sposò a Roma la cugina Caterina Savelli di Ariccia (dicembre 1588 - 4 giugno 1639), figlia di Mario Savelli, signore di Ariccia, e di sua moglie Artemisia Savelli. Da questo matrimonio nacquero tre figli:
- Bernardino (1606-1658), sposò Maria Felice Damasceni Peretti
- Fabrizio (1607-1659), arcivescovo di Salerno e cardinale
- Carlotta (1608-1692), sposò in prime nozze Pietro Aldobrandini, duca di Carpineto, ed in seconde nozze sposò Scipione Spinelli, principe di Cairati

## Albero genealogico
|                                                 |                                   |                            | Genitori                   |  |  | Nonni |  |  | Bisnonni                              |  |  | Trisnonni                             |  |
|                                                 |                                   |                            |                            |  |  |       |  |  | Giacomo Savelli, signore di Palombara |  |  | Mariano Savelli, signore di Palombara |  |
|                                                 |                                   |                            |                            |  |  |       |  |  | Giacomo Savelli, signore di Palombara |  |  | Mariano Savelli, signore di Palombara |  |
|                                                 |                                   | Servanzia del Balzo        |                            |  |  |       |  |  | Giacomo Savelli, signore di Palombara |  |  |                                       |  |
| Giovanni Battista Savelli, signore di Palombara |                                   |                            |                            |  |  |       |  |  | Giacomo Savelli, signore di Palombara |  |  |                                       |  |
|                                                 |                                   | Camilla Farnese            | Ranuccio Farnese           |  |  |       |  |  |                                       |  |  |                                       |  |
|                                                 |                                   | Camilla Farnese            | Ranuccio Farnese           |  |  |       |  |  |                                       |  |  |                                       |  |
|                                                 |                                   | Camilla Farnese            | Ippolita Pallavicino       |  |  |       |  |  |                                       |  |  |                                       |  |
| Bernardino Savelli, I duca di Castelgandolfo    |                                   | Camilla Farnese            |                            |  |  |       |  |  |                                       |  |  |                                       |  |
|                                                 |                                   | Ermes Bentivoglio          | Giovanni II Bentivoglio    |  |  |       |  |  |                                       |  |  |                                       |  |
|                                                 |                                   | Ermes Bentivoglio          | Giovanni II Bentivoglio    |  |  |       |  |  |                                       |  |  |                                       |  |
|                                                 |                                   | Ermes Bentivoglio          | Ginevra Sforza             |  |  |       |  |  |                                       |  |  |                                       |  |
| Costanza Bentivoglio                            |                                   | Ermes Bentivoglio          |                            |  |  |       |  |  |                                       |  |  |                                       |  |
|                                                 |                                   | Jacopa Orsini              | Giulio Orsini              |  |  |       |  |  |                                       |  |  |                                       |  |
|                                                 |                                   | Jacopa Orsini              | Giulio Orsini              |  |  |       |  |  |                                       |  |  |                                       |  |
|                                                 |                                   | Jacopa Orsini              | Margherita Conti           |  |  |       |  |  |                                       |  |  |                                       |  |
| Paolo Albani I principe di Albano               |                                   | Jacopa Orsini              |                            |  |  |       |  |  |                                       |  |  |                                       |  |
|                                                 | Giovanni Battista dell'Anguillara | Giuliano dell'Anguillara   |                            |  |  |       |  |  |                                       |  |  |                                       |  |
|                                                 | Giovanni Battista dell'Anguillara | Giuliano dell'Anguillara   |                            |  |  |       |  |  |                                       |  |  |                                       |  |
|                                                 | Giovanni Battista dell'Anguillara | Maddalena Liviana          |                            |  |  |       |  |  |                                       |  |  |                                       |  |
| Flaminio dell'Anguillara, signore di Stabbia    | Giovanni Battista dell'Anguillara |                            |                            |  |  |       |  |  |                                       |  |  |                                       |  |
|                                                 |                                   | Lucrezia Orsini            | ?                          |  |  |       |  |  |                                       |  |  |                                       |  |
|                                                 |                                   | Lucrezia Orsini            | ?                          |  |  |       |  |  |                                       |  |  |                                       |  |
|                                                 |                                   | Lucrezia Orsini            | ?                          |  |  |       |  |  |                                       |  |  |                                       |  |
| Lucrezia dell'Anguillara                        |                                   | Lucrezia Orsini            |                            |  |  |       |  |  |                                       |  |  |                                       |  |
|                                                 |                                   | Filippo Strozzi il Giovane | Filippo Strozzi il Vecchio |  |  |       |  |  |                                       |  |  |                                       |  |
|                                                 |                                   | Filippo Strozzi il Giovane | Filippo Strozzi il Vecchio |  |  |       |  |  |                                       |  |  |                                       |  |
|                                                 |                                   | Filippo Strozzi il Giovane | Selvaggia Gianfigliazzi    |  |  |       |  |  |                                       |  |  |                                       |  |
| Maddalena Strozzi                               |                                   | Filippo Strozzi il Giovane |                            |  |  |       |  |  |                                       |  |  |                                       |  |
|                                                 |                                   | Clarice de' Medici         | Piero il Fatuo             |  |  |       |  |  |                                       |  |  |                                       |  |
|                                                 |                                   | Clarice de' Medici         | Piero il Fatuo             |  |  |       |  |  |                                       |  |  |                                       |  |
|                                                 |                                   | Clarice de' Medici         | Alfonsina Orsini           |  |  |       |  |  |                                       |  |  |                                       |  |
|                                                 |                                   | Clarice de' Medici         |                            |  |  |       |  |  |                                       |  |  |                                       |  |